# Globitelphusa
Globitelphusa is een geslacht van kreeftachtigen uit de klasse van de Malacostraca (hogere kreeftachtigen).

## Soorten
- Globitelphusa bakeri (Alcock, 1909)
- Globitelphusa cylindrus (Alcock, 1909)
- Globitelphusa pistorica (Alcock, 1909)
- Globitelphusa planifrons (Bürger, 1894)